# Judendomen i musiken

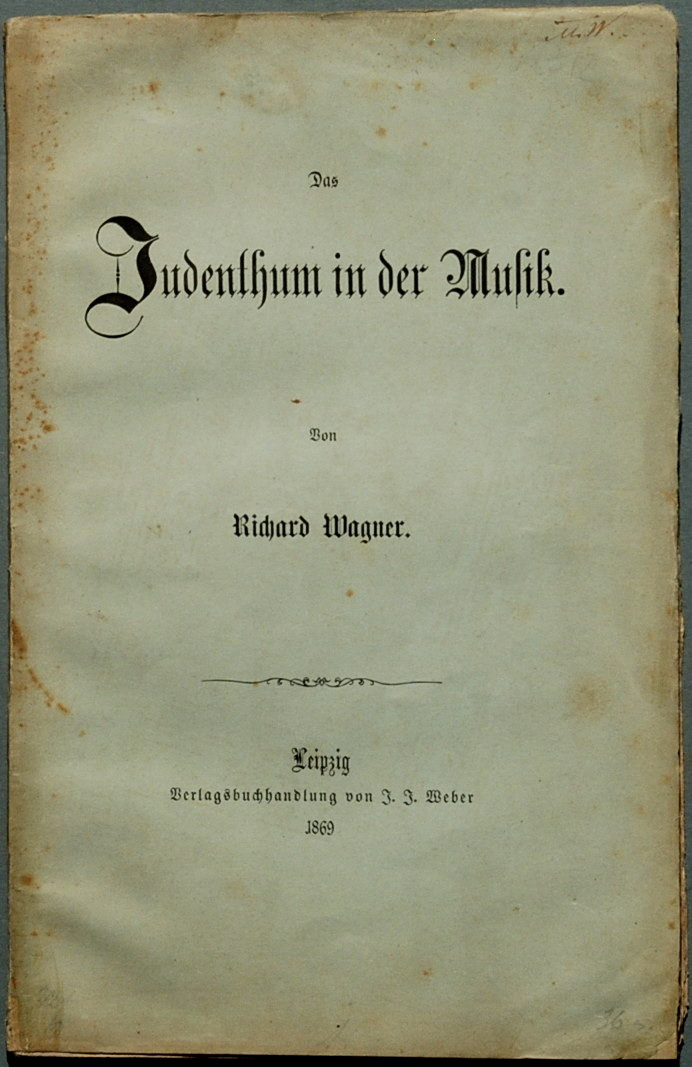
Titelblad till Judendomen i musiken.

Judendomen i musiken, tysk originaltitel Das Judenthum in der Musik, var en pamflett av Richard Wagner i september 1850, där han underkände judarnas musikaliska gärning.